# Teoria musical
Teoria musical ou teoria da música é qualquer sistema ou conjunto de sistemas destinado a analisar, classificar, compor, compreender e se comunicar a respeito da música.
Uma definição sintética seria: a descrição, em palavras, de elementos musicais e a relação entre a simbologia da música e sua performance prática. Por extenso, teoria musical pode ser considerada qualquer enunciado, crença, ou concepção de música (Boretz, 1995).
A teoria musical tem um funcionamento ambíguo, tanto descritivo como perceptivo. Tenta-se com isso definir a prática e, posteriormente, a influência.
Normalmente segue-se o padrão de intencionar reduzir a prática de compor e atuar em regras e/ou ideias.

## Divisões
Assim como em qualquer área do conhecimento, a teoria musical possui várias escolas, que podem possuir conceitos divergentes. A própria divisão da teoria em áreas de estudo não é consenso, mas de forma geral, qualquer escola possui ao menos:
- Análise musical, que estuda os elementos do som e estruturas musicais e também as formas musicais, compreendendo: harmonia, melodia[5], contraponto, ritmo, forma, andamento, técnica composicional, solfejo, percepção e ditado[5];
- Estética musical, que inclui a divisão da música em gêneros e a Crítica musica[5]l;
- Notação musical, que estuda os sistemas de escrita utilizados para representar graficamente uma peça musical, permitindo que um intérprete a execute da maneira desejada pelo compositor ou arranjador, e cujas formas mais populares atualmente são a Partitura, a Cifra e a Tablatura[5].

Na partitura, a localização e identificação das notas é realizada por meio da pauta, que pode ser construída em três claves: a clave de Sol para instrumentos agudos, a clave de Dó para instrumentos médios e a clave de Fá para instrumentos graves. A clave serve, entre outras funções, para determinar a referência de localização das notas musicais, por exemplo: a clave de Dó denomina a nota Dó na 3ª linha. A Tablatura, em contrapartida, informa a localização do instrumento que deve ser tocada, sem indicar necessariamente a qual nota essa localização se refere, tendo sua aplicação mais comum na escrita de solos e linhas melódicas. A Cifra, por sua vez, não consiste em um sistema de localização e referência das notas na pauta ou no instrumento, mas fundamenta-se na simbologia das notas ou dos acordes por meio de letras ou símbolos gráficos.
Nos campos da teoria musical muitos foram os grandes analistas, destacam-se: Schönberg, Rameau, Strauss e Wagner.
O estudo acadêmico da música também é feito pela musicologia. Essa, no entanto, difere-se da teoria musical pois estuda o ponto de vista histórico e antropológico da música, estudando a notação, os instrumentos, os métodos didáticos, a acústica, a história da música e a própria teoria musical sob o ponto de vista histórico evolutivo dos instrumentos e seus músicos.